# El Pardalot Engabiat
El Pardalot Engabiat (« Le volatile [mis] en cage »), sous-titré revista menstrual (« revue menstruelle »), est une revue mensuelle satirique en langue catalane publiée à Valence (Espagne) à destination de la Communauté valencienne entre avril 1983 et septembre 1984.

## Titre
Le titre fait référence au Canard enchaîné français, titre emblématique de la presse satirique européenne, dont El Pardalot se veut une déclinaison autochtone. Le sous-titre revista menstrual (« revue menstruelle ») est un jeu de mot provocateur avec « mensual » (« mensuel[le] »), en allusion à la périodicité de la revue,.
En valencien, «pardalot» désigne un oiseau de grande taille ou non identifié, avec une connotation péjorative. Dans les comarques valenciennes de la Ribera Baixa et de la Plana Baixa, le Pardalot (ca) est un croque-mitaine en forme d'oiseau nichant dans les cheminées. Le mot est dérivé de «pardal», mot courant désignant toute sorte de moineaux en catalan, voire toute sorte d'oiseaux en valencien, avec le suffixe «-ot», qui peut être à valeur hypochoristique ou dépréciative.

## Contexte
La parution d'El Pardalot Engabiat surgit dans le contexte de l'éclosion d'un grand nombre de titres de presse valenciens militants, majoritairement éphémères, survenue entre la fin du franquisme et les premières années de la nouvelle ère démocratique, (plus d'une centaine de titres en valencien entre 1976 et 1987).
Dans son registre, El Pardalot s'inscrit dans la lignée d'une série de titres, dont d'autres emblématiques sont El Dàtil et El Corcó, ayant tenté à partir de la Transition de reprendre la vieille tradition de presse satirique au Pays valencien, marquée par des titres comme La Traca (dont Xavier Aliaga décrit El Pardalot comme un héritier) ou El Tio Cuc, qui s'étaient trouvées anéanties par la censure franquiste (en),,,. Cette tradition trouve ses racines dans les sainetes et l'humour des fallas.
El Pardalot paraît tout juste après la difficile transition valencienne, qui a été marquée par le conflit identitaire appelé « bataille de Valence », après tout juste un an de gouvernement de la Généralité valencienne contrôlé par le PSPV-PSOE.

## Histoire
La revue est une idée de Emili Piera (ca).
Après la parution d'un numéro pilote en février 1983, El Pardalot Engabiat est édité mensuellement à Valence à partir du 1er avril suivant jusqu'en septembre 1984.

## Style
La revue est caractérisée par son ton festif et l'emploi d'un humour absurde et très corrosif.
Elle combine texte et illustrations humoristiques (celles-ci représentent un peu moins d'un quart de l'ensemble du contenu).
Joan Fuster l'a décrite comme une bouffée de « soude caustique littéraire ».

## Idéologie
La revue se revendique comme marxiste et nationaliste (valencienne).
L'historien Francesc Martínez Sanchis, spécialiste de la presse valencienne, décrit El Pardalot comme « nationaliste, athée et irrévérencieux ».

## Thèmes
Le thème largement prédominant d'El Pardalot Engabiat est la politique valencienne. La revue attaque de façon très caustique tous les politiciens de la transition valencienne, en particulier ceux de droite, des secteurs post-franquistes et le blavérisme, mais également les socialistes au pouvoir et la presse (le journal Las Provincias, porte-parole du blavérisme, et l'hebdomadaire Cartelera Turia, qu'il surnomme «La Túrbia» [« La Trouble »]). La politique espagnole et étrangère est également représentée, toujours sur un ton critique et humoristique.
La revue ciblait en particulier l'Académie de culture valencienne (ACV, qu'elle surnomme Haca-dèmia), l'un des principaux promoteurs du sécessionisme linguistique valencien, et raillait ses contre-normes orthographiques, durement critiquées par les universités, les milieux culturels et le nationalisme valencien.
Dans la section «Lo Pardalot Penat» (jeu de mot raillant l'association Lo Rat Penat [« La chauve-souris]), le journal traite de façon mordante de thèmes folkloriques et festifs, milieux dans lesquels le blavérisme était très influent.
D'autres cibles récurrentes sont Miguel Ramón Izquierdo (dernier maire franquiste de Valence), Ramón Pascual Lainosa (président de la Junta Central Fallera pendant la Transition) et Vicent González Lizondo (futur leader du parti Unio [sic] Valenciana), certains hommes politiques d'UCD-Valence (Manuel Broseta, Fernando Abril Martorell, Emilio Attard), Xavier Casp (écrivain qui apporta sa principale caution intellectuelle à la l'ACV) ou la conseillère d'éducation sécessionniste Amparo Cabanes Pecourt.
Côté socialiste, les attaques se portent en particulier sur Ricard Pérez Casado, maire de Valence depuis 1979, qu'El Pardalot accuse de traîner les pieds pour procéder au démantèlement de la statue équestre de Franco située sur la place du Pays valencien (l'actuelle place de l'Hôtel-de-Ville), alors que son retrait compte parmi les revendications réitérées du journal.

## Personnel
La revue est dirigée par Ramon Galiana i Aragó, journaliste natif de Valence, également directeur de la revue La Veu de la Comarca de Xàtiva dans la même période.
Parmi les illustrateurs figurent Juli Sanchis (« Harca »), et Antoni Ortiz Fuster (« Ortifus »), qui deviendra une figure emblématique de la caricature valencienne à travers ses contributions dans Levante-EMV.
À l'occasion du premier anniversaire d'El Pardalot, le numéro de février 1984 accueille des contributions exceptionnelles de rédacteurs comme les journalistes Manuel Muñoz (d'El País), Josep Antoni Comes (ca) (de Saó), Emili Piera (ca) et Toni Mestre (ca), les écrivains Ferran Torrent et Rafael Ventura Melià (es), et Josep Guia (du PSAN), entre autres.
Parmi les autres contributeurs figurent Luis Sánchez Verdeguer et Rafa Marí, plus tard journaliste pour TVE et Las Provincias.

## Financement
Comme d'autres titres de la même tendance, le financement de la revue provient essentiellement, outre les acheteurs et abonnés, de la publicité émanant de petites entreprises du secteur culturel et non des grandes entreprises qui sont les principaux annonceurs habituels de la presse,, publicité quoi qu'il en soit rare car elle correspond à environ 3 % de l'espace rédactionnel.